# یواس‌اس فلاند (ای‌پی‌ای-۱۱)
یواس‌اس فلاند (ای‌پی‌ای-۱۱) (به انگلیسی: USS Feland (APA-11)) یک کشتی بود که طول آن ۴۱۴ فوت ۶ اینچ (۱۲۶٫۳۴ متر) بود. این کشتی در سال ۱۹۴۲ ساخته شد.